# Slag bij Mollerussa
De Slag bij Mollerussa was een van de veldslagen van de verovering van Al-Andalus door de Berberse Almoraviden.

## Achtergrond
Mollerussa werd een grensgebied tussen het graafschap Urgell en het graafschap Barcelona. Ramon Berenguer I verleende Berenguer Gombau, heer van Anglesola, de rechten over het grondgebied en in 1079 is er de eerste documentatie die spreekt van Mollerussa, een eeuw vóór zijn bevolkingshandvest.
Na de dood van Sulayman Sayyid-ad-Dawla, veroverde en annexeerde de Almoravidische gouverneur Muhammad ibn al-Hajj de Taifa Lerida en heroverde Balaguer. Guerau II de Cabrera veroverde op bevel van zijn heer Ermengol V de stad kort in 1100 of 1101 die verloren was gegaan naar de Almoraviden.

## Strijd
Op 14 september 1102 werd de slag bij Mollerussa, uitgevochten tegen de Almoraviden, waarin graaf Ermengol V d'Urgell stierf met driehonderd ridders en vele andere christenen.

## Gevolgen
Het gebrek aan macht en projectie in het noorden van Lleida bevorderde het feit dat in 1105 de leermeester van Ermengol VI, Pedro Ansúrez, definitief het belangrijke moslimplein van Balaguer veroverde.